# Planungen der Kriegsmarine für das Kaspische Meer
Im Feldzug gegen die Sowjetunion gab es 1942 Planungen der Kriegsmarine für das Kaspische Meer, um auf dem Binnenmeer militärische Seefahrzeuge einzusetzen.

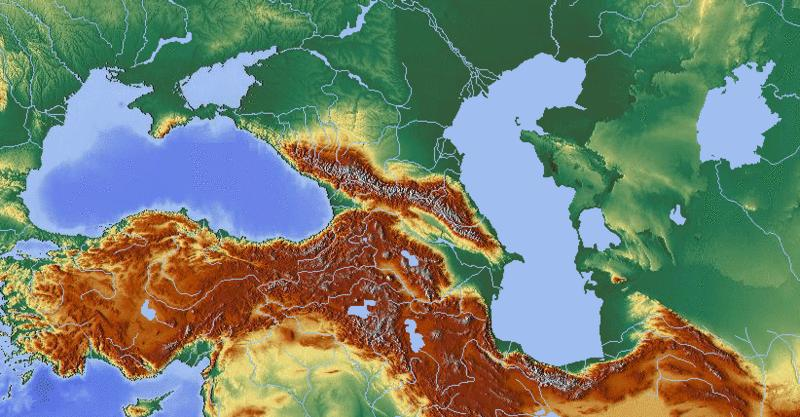
Physische Karte: Schwarzes Meer (links), Kaspisches Meer (Mitte) und Aralsee (rechts)

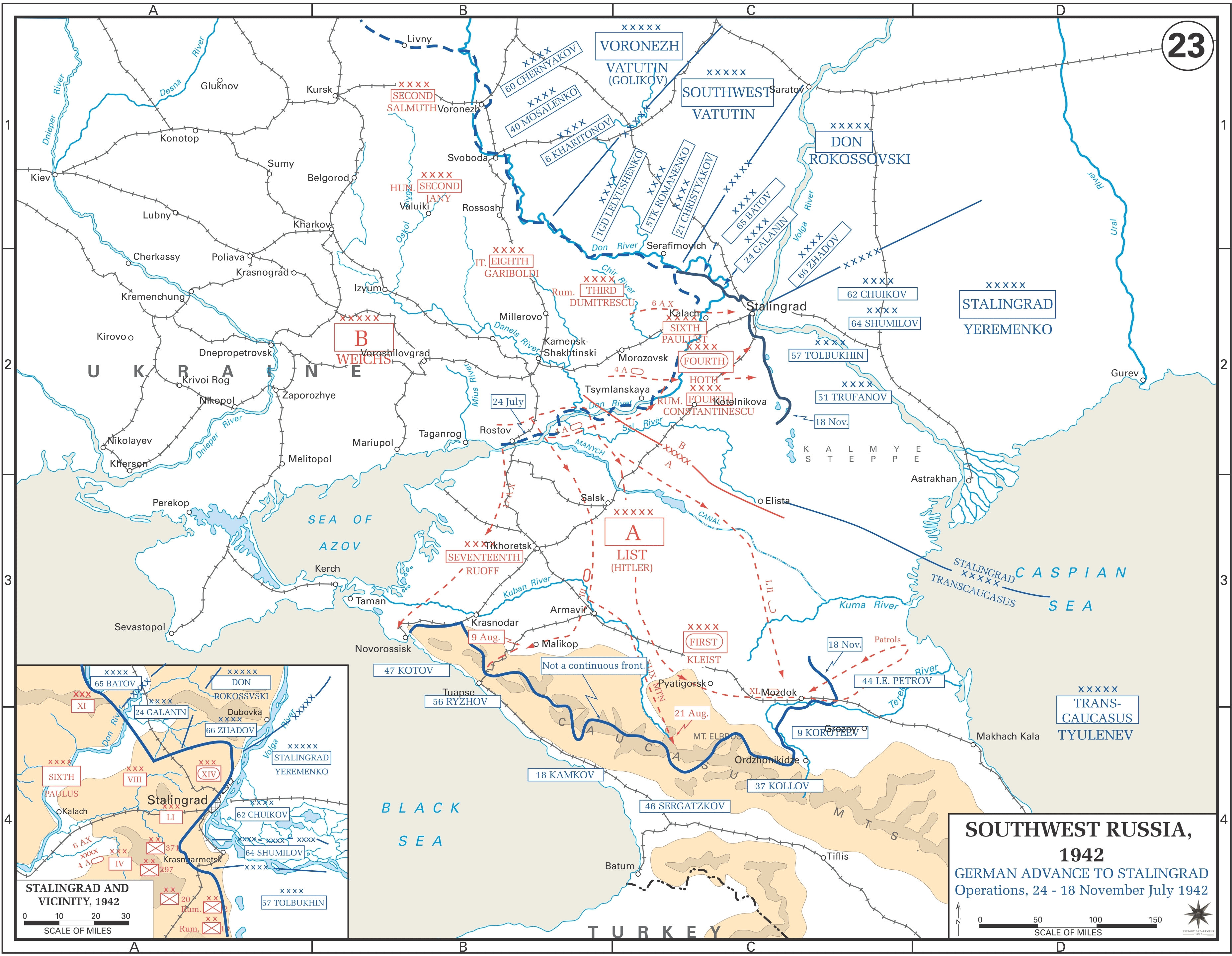
Militärische Lage 1942 zwischen dem Schwarzen Meer und dem Kaspischen Meer

## Hintergrund
Am 28. Juni 1942 startete die Wehrmacht eine großangelegte Offensive in Südrussland, die zur Eroberung des Kaukasusraumes und seiner Ölfelder führen sollte (Fall Blau). Da die deutschen Streitkräfte bei einem Gelingen an der Westküste des Kaspischen Meeres stehen würden, begann die Kriegsmarine ihrerseits mit Planungen und Vorbereitungen für einen möglichen Einsatz auf dem weltgrößten Binnenmeer. Als mögliche Aufgaben erwartete man vor allem Seetransporte, Minensuche und den Kampf gegen sowjetische Seestreitkräfte.

## Planungen
Ende Juni 1942 wurde die Frage aufgeworfen, ob ein Transport militärischer Seefahrzeuge über Land vom Schwarzen Meer zum Kaspischen Meer möglich sei, „da Abschneiden russischer Ölversorgung von Baku nach Astrachan entscheidenden Einfluss auf Abschluss des Ostfeldzuges haben würde.“ Da rund 90 % der sowjetischen Erdölförderung aus dem Kaukasusraum stammten und das Öl weitgehend mit Tankern über das Kaspische Meer transportiert wurde, wäre schon ein Hafenplatz an der Küste des Inlandmeeres in deutscher Hand eine große Gefahr für die Treibstoffversorgung der Sowjetunion.
Am 18. Juli 1942 stellte die Kriegsmarine fest: „Bei weiterem erfolgreichen Fortschreiten der Operationen im Osten wird sich Notwendigkeit ergeben, Achsenseestreitkräfte auf Kaspischem Meer einzusetzen. Seekriegsleitung prüft daher alle Möglichkeiten und trifft alle Vorbereitungen, um ohne Zeitverlust Einheiten der Kriegsmarine und der italienischen Marine vom Schwarzen Meer auf das Kaspische Meer zu überführen. Da ein Wasserweg zwischen diesen beiden Meeren nicht besteht, kommen für die Überführung auf dem Landwege nur kleine Fahrzeuge in Betracht.“
Am 29. Juli 1942 wurde entschieden, die Hafenstadt Machatschkala als Stützpunkt der Kriegsmarine am Kaspischen Meer einzurichten, sobald die Stadt vom Heer erobert wäre.
Ende Juli 1942 waren auch schon eine Anzahl deutscher und italienischer Seefahrzeuge für den Einsatz auf dem Kaspischen Meer vorgesehen, darunter auch drei italienische U-Boote.

## Vorbereitungen
Anfang August 1942 wurden in den von deutschen Truppen eroberten Gebieten im Nordkaukasus und im noch nicht eroberten Gebiet durch den Geheimdienst Fremde Heere Ost der Wehrmacht Erkundungen durchgeführt, ob auch italienische Schnellboote auf „Speziallastwagenanhängern“ vom Schwarzen Meer zum Kaspischen Meer transportiert werden könnten. Am 12. August bestätigte Fremde Heere Ost der Kriegsmarine die Möglichkeit und gab zwei Straßenverbindungen von Rostow am Asowschen Meer zur kaspischen Hafenstadt Machatschkala als Transportwege an.
Mitte August 1942 wurde innerhalb der Kriegsmarine der Zusammenbau von 20 Marinefährprahmen und 20 Siebelfähren am Kaspischen Meer vorgeschlagen, die in Einzelteile zerlegt dorthin gebracht werden sollen. Am 23. August begannen die Vorbereitungen für den Aufbau einer Marineausrüstungsstelle am Kaspischen Meer, die für Reparaturen an Marineseefahrzeugen und die Versorgung mit Ersatzteilen, Treibstoff, Munition, Lebensmitteln und so weiter zuständig sein sollte. Seit dem 24. August liefen auch „Vorbereitende Maßnahmen“ für die „Bereitstellung Hafenkommandant Astrachan sowie schneller Überführung von Marinemotorbooten aus Asow in das Kaspische Meer und Maßnahmen zur Verteidigung von Astrachan durch Küstenartillerie und Flußminen.“
Am 24. August hielt das Kriegstagebuch der Seekriegsleitung der Kriegsmarine fest, dass die Bahnlinie von Baku nach Astrachan, die entlang der westlichen Küste des Kaspischen Meeres verläuft und auf der hauptsächlich Öl befördert wurde, durch eine deutsche „Fernpatrouille wirksam zerstört wurde.“
Am 30. August wurde die Einsetzung eines Admirals für das Kaspische Meer mit einem Stab aus Personalmangel als nicht möglich angesehen, da selbst dem Admiral Schwarzes Meer Personal fehle. Die bisherige Planung sollte aufrechterhalten werden, dass der „Admiral Schwarzes Meer nach Befriedung Schwarzen Meeres sich durch Vorverlegung seines Gefechtsstandes stärker in die operativen Aufgaben der Kaspi-See einschaltet. - Bis dahin genügt ein Seekommandant, der nach Weisung von Admiral Schwarzes Meer arbeitet.“ Weiterhin wurde festgehalten, dass die Fertigstellung der Bahnverbindung zum Kaspischen Meer „noch geraume Zeit dauert“, und deshalb der Transport von Seestreitkräften zum Kaspischen Meer sich verzögerte, weswegen „der Seekommandant bis dahin nur Küstenaufgaben durchführen kann“. Auch würde ein Seekommandant für die Aufgaben in der Kaspi-See ausreichen. Die Aufstellung eines Stabes für das Kaspische Meer wäre „in diesem Augenblick“ also nicht gerechtfertigt.
Dagegen wurde Ende August 1942 der Hafenkommandant für Astrachan ernannt und erste Seefahrzeuge sollten zur kaspischen Hafenstadt Machatschkala, „zum Einsatz auf Kaspisee gegen dortige Verbindungswege“, transportiert werden. Diese Maßnahmen wurden getroffen, obwohl bis dahin weder Astrachan noch Machatschkala erobert worden waren, aber die deutschen Truppen waren weiter auf dem Vormarsch.
Mitte September 1942 liefen „Vorbereitende Maßnahmen von Admiral Schwarzes Meer“ für die „Einrichtung von Landtransporten aus Schwarzem Meer in Kaspisches Meer.“
Am 12. Oktober wurde innerhalb der Kriegsmarine der sofortige Baubeginn von zehn Leichten Schnellbooten für das Kaspische Meer gefordert.

## Luftwaffe
Minensuchflugzeuge wurden im Schwarzen Meer und im Asowschen Meer eingesetzt und diese Maschinen sollten auch im Kaspischen Meer eingesetzt werden.
Über den Hafenstädten des Kaspischen Meeres wurde laufend Luftaufklärung geflogen. So steht am 26. September 1942 im Kriegstagebuch der Seekriegsleitung: „In den Häfen des Kaspischen Meeres Astrachan, Machatschkala, Baku, Gurjew und bei Uralmündung wurden zahlreiche Handelsschiffe, Tanker, Leichter und Schlepper gesichtet. An Kriegsschiffen wurden in Astrachan lediglich sechs Minensuchboote festgestellt.“
Für den 10. Oktober stellte die Kriegsmarine die Größe der sowjetischen Handelsflotte im Kaspischen Meer fest: „Etwa 160 Schiffe mit 339.000 BRT, darunter 94 Tanker mit etwa 270.000 BRT.“
Die Luftwaffe flog auch Bombenangriffe auf die sowjetische Schifffahrt im Kaspischen Meer.

## Letzte Maßnahmen
Ab September hatte sich der deutsche Vormarsch im Kaukasusraum stark verlangsamt. Die Küste des Kaspischen Meeres war noch an keiner Stelle erreicht.
Am 27. Oktober 1942 wurde im Kriegstagebuch der Seekriegsleitung vermerkt: „Angesichts des langsamen Fortschreitens der Heeresoperationen an der kaukasisschen Front“ sollten keine italienischen Schnellboote und U-Boote in das Kaspische Meer transportiert werden, „bis die Vereisungsfrage des Asow-Meeres Anfang Dezember neue Entscheidung erforderlich macht.“ Der nahende Winter war nun zu berücksichtigen und dass noch nicht einmal die Ostküste des Schwarzen Meeres erreicht worden war: „Gruppe hält vorläufige Schwerpunktbildung aller verfügbaren Streitkräfte im östlichen Schwarzen Meer für notwendig.“ Gleichzeitig wurde festgehalten: „Seekriegsleitung ist der Auffassung, daß die Kampfmittel für das Kaspische Meer kurz vor der Vereisung der Ladungshäfen verladen werden müssen, da wir unbedingt über Kampfmittel verfügen müssen, wenn das Heer das Kaspische Meer erreicht.“
Auf Nachfrage der italienischen Marine bei der Kriegsmarine hinsichtlich des „längeren Festliegens“ von italienischen Seefahrzeugen – auch U-Booten – im Schwarzen Meer, die eigentlich im Kaspischen Meer eingesetzt werden sollten, an, welche Verwendung diese Seefahrzeuge nun haben sollten, lautete die deutsche Antwort vom 31. Oktober: „Seekriegsleitung antwortet, daß, sobald geeignete Häfen an der Westküste des Kaspischen Meeres besetzt sind, Wetter- und Transportverhältnisse es zulassen, Verlegung der italienischen Seestreitkräfte vom Schwarzen in das Kaspische Meer beabsichtigt ist. Aufgaben sind dort im Wesentlichen dieselben wie im Schwarzen Meer:
- Sicherung eigenen Küstenverkehrs,
- Unterstützung der Heeresoperationen im Küstengebiet,
- Unterbindung feindlicher Seeverbindungen, besonders der Öltransporte,
- Vernichtung russischer Seestreitkräfte und Sicherungsfahrzeuge.

Entscheidung über Zeitpunkt der Verlegung der MAS-[italienische Schnellboote] und U-Boote wird kurz vor Beginn der Eisperiode im Schwarzen Meer und Asowschen Meer getroffen. Sie ist abhängig von Entwicklung der Landlage im Kaukasusgebiet und von Wegeverhältnissen.“
Am 8. November 1942 hieß es im Kriegstagebuch der Seekriegsleitung, dass „Eisenbahntransporte italienischer kleiner U-Boote auf russischen Eisenbahnstrecken an das Kaspische Meer möglich“ sind und „daß auf Überführung der italienischen MAS-Boote in das Kaspische Meer vor Winter verzichtet wird. Die Boote sollen im Schwarzen Meer im Einsatz bleiben. – Entscheidung wegen Überführung der italienischen U-Boote während des Winters bleibt vorbehalten.“
Am 18. November 1942 wurde der italienischen Marine mitgeteilt: „Auto-Bootskolonne mit Auto-Booten [wohl eine Art Motorboot] verbleibt Mariupol klar für Überführung im Eisenbahntransport nach Kaspi-Meer. Beurlaubung Besatzung und Bodenpersonal nach Italien befristet möglich. – Späterer Eisenbahntransport MAS-Boote nach Kaspi-Meer möglich, sobald Machatschkala erreicht.“
Mitte November 1942 war der deutsche Vormarsch endgültig zum Stehen gekommen. Bedingt durch den Verlauf der Schlacht um Stalingrad begann im Januar 1943 der Abzug der deutschen Truppen aus dem Kaukasusraum, und damit wurden auch alle Pläne und Vorbereitungen der Kriegsmarine für einen Einsatz auf dem Kaspischen Meer hinfällig.